# Bosa (Cundinamarca)
El antiguo municipio de Bosa, fue una entidad administrativa local colombiana que perteneció en su historia a la Provincia de Bogotá primeramente y luego al Estado federal y posteriormente departamento de Cundinamarca hasta 1954, cuando se creó el Distrito Especial de Bogotá, para fragmentarse y transformarse en localidad bogotana.

## Historia

### Antecedentes
El poblado de Bosa ya pertenecía a la jurisdicción del Zipa de Bacatá dentro de la Confederación Muisca, con rango de cacicazgo y del cual se sabía que fue gobernado por Techotivá. En 1538, Bosa se constituyó en el lugar de encuentro de tres conquistadores, Gonzalo Jiménez de Quesada, Nicolás de Federmán y Sebastián de Belalcázar. Gracias a las habilidades diplomáticas de Jiménez de Quesada, el encuentro se desarrolló de manera pacífica y los tres conquistadores acordaron enviar sus pretensiones territoriales a España para el arbitraje de la corona, el cual posteriormente se resolvería en favor de Belalcázar. Después de la llegada de los españoles, se dice que en 1538 en las tierras de Bosa se reunió la famosa cumbre colonizadora entre Gonzalo Jiménez de Quesada, Nicolás Federmann (quien venía de Venezuela) y Sebastián de Belalcázar (quien venia de Perú), para firmar un Tratado de Paz, acto recordado por un monumento que aún se encuentra frente a la iglesia de San Bernardino, la cual comenzó a construirse en el año de 1618.
En febrero de 1713, se empezó la construcción del puente de Bosa, construido por el albañil Antonio Aillón sobre el río Tunjuelo, uno de los puentes virreinales. Con esta iniciativa, se pondría fin a los continuos peligros que se experimentaban en tiempo de lluvias como los que habían experimentado los indios y otras gentes pereciendo ahogadas, al tiempo que se evitaba la pérdida de mulas y cargas.

### Periodo Republicano
En 1850, el artículo 4 de la Ley del 22 de junio disolvió el Resguardo Indígena de Bosa como parte de un plan de desindigenización de la capital, el cual concluyó en 1886.
Con su proximidad a la capital, Bogotá, fue escenario de luchas convulsas por el poder a nivel nacional como las batallas en su suelo en 1853 entre Tomás Cipriano de Mosquera, José Hilario López y Pedro Alcántara Herrán contra el Caudillo popular José María Melo, que llevó al destierro de este último, sumandose luego la violencia de 1948, producido por el asesinato del líder liberal Jorge Eliécer Gaitán. 
Cabe decir que el otrora municipio también fue conectado a través del Ferrocarril del Sur desde la Estación de la Sabana hasta las ubicadas en Soacha, en la cual tuvo su propia estación, actualmente localizada al lado del de TransMilenio en la Autopista Sur.

### Anexiones
Bosa permaneció como municipio cundinamarqués hasta 1905, cuando fue incorporado al primer Distrito Capital (que abarcaba la mitad sur de Cundinamarca y el nordeste del Tolima) por la Ley 17, situación que perduró en 1910, regresó a Cundinamarca hasta 1954, cuando el gobierno de Gustavo Rojas Pinilla trasfirió a ella y otros municipios (Usaquén, Engativá, Usme, Suba y Fontibón) hacia la ciudad de Bogotá en previsión a la ampliación urbanística de esta última mediante el decreto 3640.

## Geografía

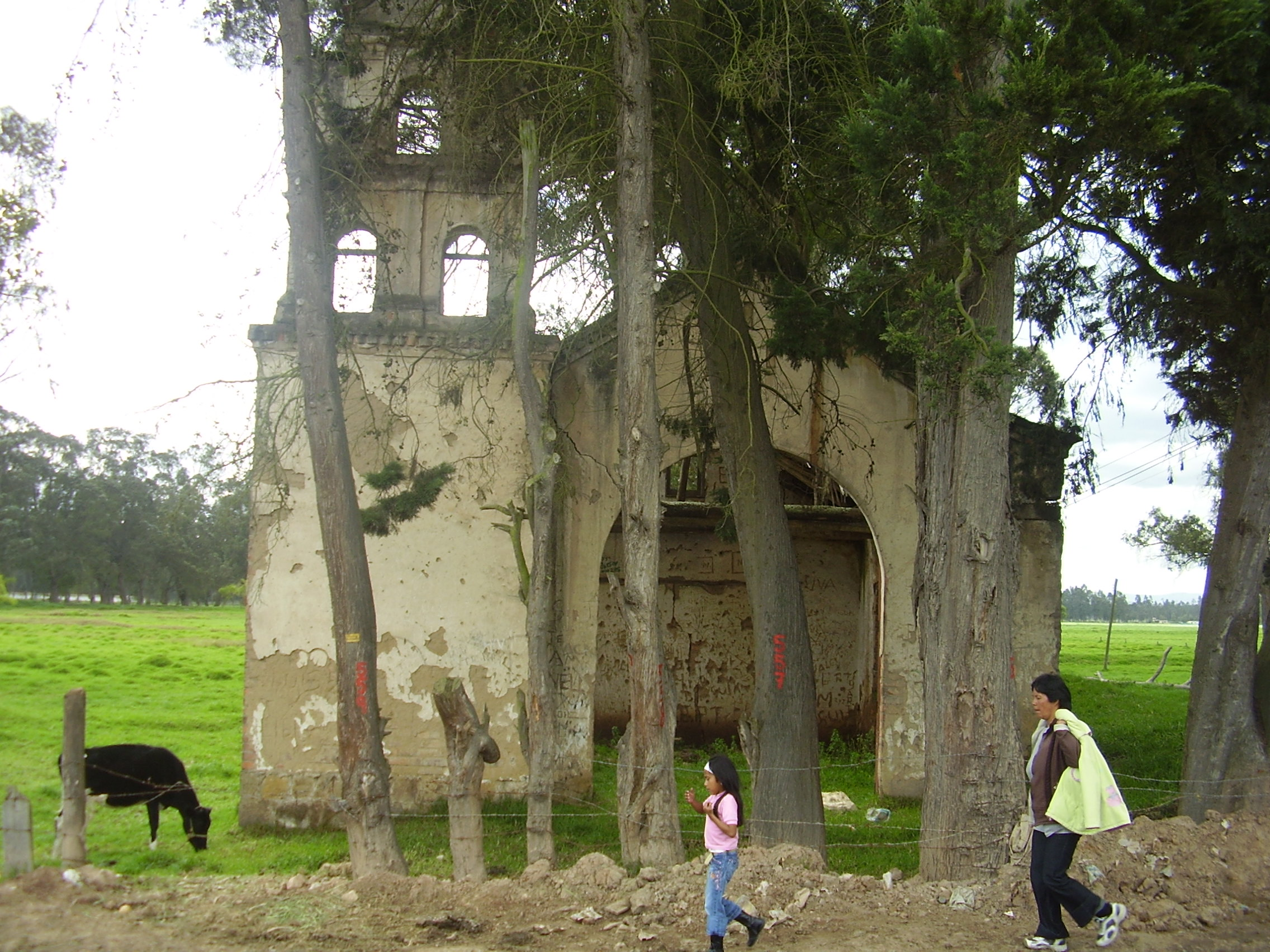
Capilla abandonada en la vereda de San Bernardino (demolida en 2016).

La extensión del territorio bosuno varió con el tiempo, ya que antes de la creación del municipio, el resguardo indígena comprendía la UPZ Bosa Central y la vecina de Ismael Perdomo en Ciudad Bolívar hasta la actual ciudadela Ciudad Verde de Soacha, cuando fue cedida a esta última en 1875 tras su formalización como municipio. Posteriormente, abarcaba además de la actual localidad bogotana, también incluía buena parte de la de Kennedy (con el antiguo aeropuerto de Techo), la de Ciudad Bolívar y gran parte de Tunjuelito (hasta la Escuela de Policía General Santander), configuración que perduró hasta 1983.  
El principal río además del Bogotá era el Tunjuelo (llamado en tiempos españoles, Río de Bosa, compartido también con el entonces municipio de Usme) es alimentado por las quebradas como Limas, La Trompeta, Mochuelo y El Chaque, mientras su principal cadena montañosa son los actuales Cerros del Sur (desde Altos de Cazucá hasta los páramos de Pasquilla) y mientras el resto del suelo era parte de la Sabana de Bogotá, donde abundaban humedales de mayor extensión hasta poco después de su anexión definitiva.

Antiguas Veredas de Bosa

### Límites municipales hasta 1954
Norte: Municipio de Mosquera (Río Bogotá)
Este: Bogotá (Actual calle 44 sur y Río Tunjuelo)
Sureste: antiguo municipio de Usme (Río Tunjuelo)
Noreste: antiguo municipio de Fontibón
Oeste: Municipio de Soacha